# Silovik
Een silovik (Russisch: силовик, mv.: силовики; siloviki, afgeleid van het Russische woord sila "kracht") is een Russisch politicus van de oude veiligheidsdiensten of militaire diensten, vaak de KGB en militaire officieren of andere veiligheidsdiensten die aan de macht kwamen in de regeringsperioden van Boris Jeltsin en Vladimir Poetin. De term wordt soms ook vertaald als "sterke man".

## Aandeel in de top van Rusland
Tot de top van de siloviki onder Poetin worden presidentieel adviseur Viktor Ivanov en vicevoorzitter van de presidentiële staf Igor Setsjin gerekend. Sommige critici zijn bang dat de siloviki het Russische beleid een bepaalde richting op kunnen drukken, maar de aanstelling van onder andere Dmitri Medvedev als hoofd van de presidentiële staf wordt daarentegen gezien als een poging van Poetin om de macht van de siloviki niet te groot te laten worden. Uit een onderzoek van Olga Krysjtanovskaja van het Centrum voor Bestudering van de Elite van de RAN onder 1061 functionarissen van de federale (de regering en het parlement) en regionale regeringen (gouverneurs) en grote bedrijven, waarvan de resultaten bekend werden gemaakt eind 2006, blijkt dat 78% van de leiders van Rusland een verleden heeft gehad in het militaire apparaat of geheime diensten of instellingen met banden hiermee. Uit eerder onderzoek was al gebleken dat 26% van de leiders een verleden had gehad in een van de militaire instellingen, waaronder de geheime diensten.

## Bedreiging of tegenwicht?
De meningen over de siloviki binnen Rusland zijn verdeeld. Sommigen denken dat de siloviki een bedreiging vormen voor Rusland en dat ze de kwetsbare democratie bedreigen omdat hun macht enorm is en omdat ze een statimische ideologie voorstaan (een centralistische overheid met controle over de economische planvorming en beleid) ten koste van individuele rechten en vrijheden. Siloviki zijn vaak realisten, maar zijn wel vaak voorstander van een conservatieve vorm van "Groot Russisch" nationalisme; een autocratische, slavofiele traditie die teruggaat tot het rijk van tsaar Alexander III. De siloviki gaan hierbij echter niet zover als de ideologische extremen van extreem-nationalistische, soms neonazistische groepen als Pamjat, de LDPR van Vladimir Zjirinovski of de leden van de vroegere tsaristische Zwarte Honderd begin 20e eeuw.
Anderen denken dat de siloviki een adequaat tegenwicht bieden tegen de "individuele rechten en vrijheden" van de Russische oligarchen, om Rusland te bestelen en de regering te ontwrichten. Degenen die deze manier van denken aanhangen, stellen de siloviki gelijk aan Amerikaanse ordehandhavers als J. Edgar Hoover, die bijna een halve eeuw de FBI leidde.